# Орден Дружби (В'єтнам)
Орден Дружби (в'єт. Huân chương Hữu nghị) — найвища нагорода, якою Соціалістична Республіка В'єтнам персонально або колективно відзначає громадян інших держав за видатні заслуги перед країною, значний внесок у соціально-економічний розвиток, зміцнення дружби з В'єтнамом. Можливе посмертне нагородження.
Рішення про відзначення орденом приймається Президентом В'єтнаму.
Внаслідок реформування ордену у 2003 р. він отримав новий ескіз та опис.

## Опис відзнаки

### Після 2003 року
Знак ордену у формі позолоченої п'ятипроменевої зірки з гладкими двогранними променями. Між сторонами зірки виходять рельєфні промені, що утворюють між собою перевернутий п'ятикутник. У центрі зірки круглий медальйон червоної емалі з широкою позолоченою окантовкою. В центрі медальйону дві позолочені у потисканні руки, над якими розташовується стилізоване зображення земної кулі червоної емалі з позолоченими лініями меридіанів та паралелей. Під рукостисканням назва країни (Việt Nam) позолоченими літерами. По зовнішньому колу на тлі червоної емалі медальйон має позолочені: у нижній частині — сегмент шестерні; у верхній частині — назву ордену (Huân chương Hữu nghị) літерами червоного кольору; по боках, між шестернею і надписом, — зображення збіжжя.

#### Нагородні документи
До знака ордена Дружби додається Почесна грамота, як це передбачено статтею 28 Указу Президента Соціалістичної Республіки В'єтнам від 19.05.06 № 50/2006/ND-CP.
Почесна грамота друкується на білому папері щільністю 150 г / м 2 розміром 455×355 мм, обрамлена у фігурну рамку.
У центрі згори Почесної грамоти міститься державний герб Соціалістичної Республіки В'єтнам, накладений на рамку у національному мотиві. Документ містить наступні написи: у першій та другій строчках: «Соціалістична Республіка В'єтнам, Незалежність — Свобода — Щастя», третя строчка: «Президент» (червоним кольором), четверта строчка: «Соціалістичної Республіки В'єтнам» (чорним кольором), п'ята строчка: «НАГОРОДЖУЄТЬСЯ» (чорним кольором); шоста строчка: вид нагороди (червоним кольором), наступною строчкою зазначається ім'я і прізвище нагородженого та підстава для відзначення.
Нижче ліворуч зазначається номер рішення про нагородження, його день, місяць та рік прийняття такого рішення, а праворуч — «місто Ханой», вписуються день, місяць та рік, а також підпис Президента Соціалістичної Республіки В'єтнам з відповідною печаткою.

### До 2003 року
Знак ордену являє позолочену п'ятипроменеву зірку діаметром 44 мм, утворену променями, що розходяться від центру. У центрі зірки круглий медальйон червоної емалі, обрамлений (крім верхньої частини) позолоченим вінком, на який знизу накладена стрічка красної емалі з назвою ордену (Huân chương Hữu nghị) і країни (Việt Nam). У нижній частині медальйону розташоване стилізоване зображення земної кулі білої емалі із позолоченими лініями меридіанів та паралелей. У центральній частині медальйону, над земною кулею, дві позолочені руки, скріплені у стисканні, над якими розташована позолочена п'ятипроменева зірка.
Знак ордену кріпиться до п'ятикутної колодки, обтягнутої орденською стрічкою.
Стрічка ордену шовкова червона, шириною 28 мм з жовтими смужками шириною 3 мм по краях.
Для повсякденного носіння передбачена обтягнута орденською стрічкою металева планка розміром 28×14 мм.

## Кавалери ордену
Кавалерами ордену Дружби є такі видатні діячі як Голова Сенату Франції Крістіан Понселе, екс-прем'єр-міністр Японії Мураяма Томііті, Генеральний секретар СОТ Паскаль Ламі, Міністр закордонних справ Росії Сергій Лавров.
В Україні — Президент Національної академії наук України Борис Патон, ректор НТУУ «КПІ» Михайло Згуровський, Голова Товариства «Україна — В'єтнам» Олександр Шлапак, член-кореспондент НАН України, заступник директора Інституту економіки та прогнозування НАН України Анатолій Даниленко, Віце-президент Товариства «Україна — В'єтнам» Леокадія Герасименко.
Серед українських колективів, яких було відзначено цією державною нагородою, — Українське відділення Товариства Радянсько-В'єтнамської дружби, двічі — НТУ «ХПІ», Кременчуцький автомобільний завод , ДонНТУ, НТУУ «КПІ» , КНУ ім. Т.Шевченка, Київська спеціалізована школа № 251 ім. Хо Ши Міна тощо.